# 4 × 100 meter stafett för damer i friidrott vid olympiska sommarspelen 1980
4 x 100 meter stafett för damer vid olympiska sommarspelen 1980 i Moskva avgjordes 1 augusti. 

## Medaljörer
| Gren                  | Guld                                                                        | Guld       | Silver                                                                                | Silver | Brons                                                                                | Brons |
| 4 x 100 meter stafett | Östtyskland · Romy Müller · Bärbel Wöckel · Ingrid Auerswald · Marlies Göhr | 41,60 (VR) | Sovjetunionen · Vera Komisova · Ljudmila Maslakova · Vera Anisimova · Natalja Botjina | 42,10  | Storbritannien · Heather Hunte · Kathy Smallwood · Beverley Goddard · Sonia Lannaman | 42,43 |

## Resultat
| Placering | Land           | Löpare                                                                     | Tid   |
| --------- | -------------- | -------------------------------------------------------------------------- | ----- |
|           | Östtyskland    | • Romy Müller • Bärbel Wöckel • Ingrid Auerswald • Marlies Göhr            | 41,60 |
|           | Sovjetunionen  | • Vera Komisova • Ljudmila Maslakova • Vera Anisimova • Natalja Botjina    | 42,10 |
|           | Storbritannien | • Heather Hunte • Kathy Smallwood-Cook • Beverley Goddard • Sonia Lannaman | 42,43 |
| 4.        | Bulgarien      | • Sofka Popova • Liliana Panaiotova • Maria Shishkova • Galina Encheva     | 42,67 |
| 5.        | Frankrike      | • Veronique Grandrieux • Chantal Réga • Raymonde Naigre • Emma Sulter      | 42,84 |
| 6.        | Jamaica        | • Leleith Hodges • Jacqueline Rusey • Rose Allwood • Merlene Ottey         | 43,19 |
| 7.        | Polen          | • Lucyna Langer • Elzbieta Stachurska • Zofia Bielczyk • Grażyna Rabsztyn  | 44,49 |
| –         | Sverige        | • Linda Haglund • Lena Möller • Ann-Louise Skoglund • Helena Pihl          | DNF   |